# Plantago obconica
Plantago obconica är en grobladsväxtart som beskrevs av W.R. Sykes. Plantago obconica ingår i släktet kämpar, och familjen grobladsväxter. Inga underarter finns listade i Catalogue of Life.